# Colina 262
La colina 262, o la cresta de Monte Ormel (elevación 262 m (860 pies)), es un área de terreno elevado sobre el pueblo de Coudehard en Normandía que fue el lugar de un enfrentamiento sangriento en las etapas finales de la batalla de Falaise en el Campaña de Normandía durante la Segunda Guerra Mundial. A finales del verano de 1944, el grueso de dos ejércitos alemanes se había visto rodeado por los aliados cerca de la ciudad de Falaise. La cordillera del Mont Ormel, con su imponente vista de la zona, se encontraba a horcajadas sobre la única ruta de escape que aún estaba abierta para los alemanes. Las fuerzas polacas tomaron la altura norte de la cordillera el 19 de agosto y la mantuvieron hasta el mediodía del 21 de agosto, a pesar de los decididos intentos de las unidades alemanas de invadir la posición, lo que contribuyó en gran medida a la victoria aliada.
El éxito de la Operación Cobra brindó a los Aliados la oportunidad de aislar y destruir a la mayoría de las fuerzas alemanas al oeste del río Sena. Los ejércitos estadounidense, británico y canadiense convergieron en el área alrededor de Falaise, atrapando al 7. ° Ejército alemán y elementos del 5. ° Ejército Panzer en lo que se conoció como en la bolsa de Falaise. El 20 de agosto, el Generalfeldmarschall Walter Model ordenó la retirada, pero en ese momento los aliados ya le estaban bloqueando el camino. Durante la noche del 19 de agosto, dos grupos de batalla de la 1.ª División Blindada polaca (el general de división Stanisław Maczek) se habían establecido en la desembocadura de la bolsa de Falaise en y alrededor del extremo norte de los dos picos de la cordillera de Monte Ormel.
El 20 de agosto, con sus fuerzas rodeadas, Model organizó ataques contra la posición polaca desde ambos lados del bolsillo. Los alemanes lograron aislar la cresta y forzaron a abrir un pasillo estrecho. Al carecer del poder de combate para cerrar el corredor, los polacos dirigieron fuego de artillería constante y preciso contra las unidades alemanas que se retiraban de la bolsa, causando numerosas bajas. Los alemanes lanzaron feroces ataques a lo largo del 20 de agosto que infligieron pérdidas a los polacos en la colina 262. Agotados y peligrosamente bajos de municiones, los polacos lograron mantener su punto de apoyo en la cresta. Al día siguiente, los ataques menos intensos continuaron hasta el mediodía, cuando el último esfuerzo alemán por invadir la posición fue derrotado a corta distancia. Los polacos fueron relevados por la Guardia de Granaderos Canadienses poco después del mediodía; su posición había asegurado el cierre del bolsillo de Falaise y el colapso de la posición alemana en Normandía.

## Antecedentes
El 25 de julio de 1944, el teniente general Omar Bradley lanzó la Operación Cobra. Aunque solo tenía la intención de abrir un corredor a Bretaña para salir del bocage, la ofensiva provocó un colapso de la posición alemana frente al sector estadounidense cuando el Grupo de Ejércitos B del Generalfeldmarschall Günther von Kluge tardó en retirarse y gastó muchas de sus formaciones efectivas restantes en la Operación Lüttich contraofensiva. Con el flanco izquierdo alemán en ruinas, los estadounidenses comenzaron un avance precipitado hacia Bretaña, pero una gran concentración de fuerzas alemanas, incluida la mayor parte de su fuerza blindada, permaneció frente al sector británico y canadiense. El comandante de las fuerzas terrestres aliadas, el general Bernard Montgomery, ordenó al Tercer Ejército de los Estados Unidos (general George Patton) que se dirigiera hacia el norte, hacia la ciudad de Falaise. Su captura aislaría virtualmente a todas las fuerzas alemanas restantes en Normandía.
Mientras los estadounidenses avanzaban desde el sur y el Segundo Ejército británico desde el oeste, la tarea de completar el cerco recayó en el recién operativo Primer Ejército Canadiense (general Harry Crerar). Crerar y el teniente general Guy Simonds, comandante del II Cuerpo Canadiense, planearon una ofensiva anglo-canadiense, Operación Totalize. Con la intención de apoderarse de un área de terreno elevado al norte de Falaise, el 9 de agosto la ofensiva estaba en problemas a pesar de los avances iniciales en la cresta de Verrières y cerca de Cintheaux. Las fuertes defensas alemanas y la indecisión y la vacilación en la cadena de mando canadiense obstaculizaron los esfuerzos aliados y la 4ª División Blindada de Canadá y la 1ª División Blindada de Polonia sufrieron muchas bajas. Las fuerzas anglo-canadienses llegaron a la colina 195 al norte de Falaise el 10 de agosto, pero no pudieron seguir avanzando y Totalize fue eliminado.
Los canadienses se reorganizaron y el 14 de agosto comenzaron la Operación Tractable; tres días después cayó Falaise. En una reunión con sus comandantes de división el 19 de agosto, Simonds enfatizó la importancia de cerrar rápidamente la bolsa de Falaise al general Stanisław Maczek. Con la responsabilidad asignada por el área de Moissy-Chambois-Coudehard, la 1.ª División Blindada polaca se había dividido en tres grupos de batalla de un regimiento blindado y un batallón de infantería cada uno y estaban barriendo el campo al norte de Chambois. Frente a la decidida resistencia alemana y con el grupo de batalla de Koszutski que se había "descarriado" y necesitaba ser rescatado, la división aún no había tomado Chambois, Coudehard o la cordillera de Mont Ormel. Galvanizado por Simonds, Maczek estaba decidido a llevar a sus hombres a sus objetivos lo antes posible. El 10 ° Dragoons (10 ° Batallón de Infantería Motorizada Polaco) y el 10 ° Regimiento de Fusileros Montados Polaco (el regimiento de reconocimiento blindado divisional) atacaron con fuerza a Chambois, la captura del cual establecería un vínculo con la 90 ° División de Infantería de EE. UU. Que atacaba simultáneamente la ciudad desde el Sur. Habiendo tomado Trun y Champeaux, la 4ª División Blindada Canadiense pudo ayudar y en la tarde del 19 de agosto la ciudad estaba en manos de los Aliados.
Aunque el bolsillo había sido cerrado, los aliados aún no estaban a horcajadas sobre la ruta de escape del 7. ° Ejército con mucha fuerza y sus posiciones fueron atacadas frenéticamente. Durante el día, una columna blindada de la 2.ª División Panzer atravesó a los canadienses en St Lambert, capturó la mitad de la aldea y mantuvo una carretera abierta durante seis horas hasta que fue expulsado. Muchos alemanes escaparon a lo largo de esta ruta y numerosos pequeños grupos se infiltraron a pie hasta el río Dives durante la noche.